# Serafim Todorow
Serafim Simeonow Todorow (bułg. Серафим Симеонов Тодоров, ur. 6 lipca 1969 w Peszterze) – bułgarski bokser, wicemistrz olimpijski z 1996, wielokrotny amatorski mistrz świata i Europy w wadze koguciej i piórkowej.
Zdobył złoty medal w wadze papierowej (do 48 kg) na mistrzostwach Europy juniorów w 1986 w Kopenhadze. Wystąpił w wadze muszej (do 51 kg) na igrzyskach olimpijskich w 1988 w Seulu, gdzie po wygraniu trzech walk (w tym jednej walkowerem) uległ w ćwierćfinale przyszłemu mistrzowi olimpijskiemu Kimowi Kwang-sunowi z Korei Południowej.
Zwyciężył w wadze koguciej (do 54 kg) na mistrzostwach Europy w 1989 w Atenach, zwyciężając w finale Timofieja Skriabina z ZSRR. Zdobył srebrny medal w tej kategorii na mistrzostwach świata w 1989 w Moskwie po przegranej w finale z reprezentantem Kuby Enrique Carriónem.
Ponownie zwyciężył w wadze koguciej na mistrzostwach Europy w 1991 w Göteborgu, gdzie pokonał w półfinale Andreasa Tewsa z Niemiec, a w finale Miguela Diasa z Holandii.
Zdobył złoty medal w wadze koguciej na mistrzostwach świata w 1991 w Sydney po zwycięstwie w finale nad obrońcą tytułu Enrique Carriónem. Na igrzyskach olimpijskich w 1992 w Barcelonie dotarł do ćwierćfinału wagi koguciej, w którym przegrał z Lee Gwang-sikiem z Korei Północnej.
W następnym roku przeszedł do kategorii piórkowej (do 57 kg). Zwyciężył w niej na mistrzostwach Europy w 1993 w Bursie, gdzie pokonał w finale Ramaza Palianiego z Gruzji, a następnie na mistrzostwach świata w 1993 w Tampere, gdzie w finale ponownie pokonał Enrique Carrióna.
Po raz trzeci zwyciężył na mistrzostwach świata w 1995 w Berlinie, gdzie w finale pokonał Noureddine Medjehouda z Algierii. Zdobył srebrny medal na mistrzostwach Europy w 1996 w Vejle po porażce w finale z Ramazem Palianim, który tym razem reprezentował Rosję.
Zdobył srebrny medal ma igrzyskach olimpijskich w 1996 w Atlancie. Po wygraniu trzech walk pokonał w półfinale Floyda Mayweathera Jra, a w finale przegrał z Somluckiem Kamsingiem z Tajlandii. Jest tym samym ostatnim bokserem, który pokonał do tej pory Mayweathera.
W 1997 przeszedł na zawodowstwo, ale nie odniósł znaczących sukcesów. Stoczył 6 walk, z których 5 wygrał, a 1 przegrał. Zakończył karierę w 2003. 
W lutym 2013 w wypadku samochodowym zginął ojciec Todorowa.